# Pollenia ospedaliana
Pollenia ospedaliana är en tvåvingeart som beskrevs av Andy Z. Lehrer 2007. Pollenia ospedaliana ingår i släktet vindsflugor, och familjen spyflugor. Inga underarter finns listade i Catalogue of Life.